# Aegerina
Aegerina là một chi bướm đêm thuộc họ Sesiidae.

## Các loài
- Aegerina allotriochora  Zukowsky, 1936
- Aegerina alomyaeformis  Zukowsky, 1936
- Aegerina mesostenos  Zukowsky, 1936
- Aegerina ovinia (Druce, 1896)
- Aegerina silvai (Köhler, 1953)
- Aegerina vignae  Busck, 1929